# Partito Polacco degli Amici della Birra
Il Partito Polacco degli Amici della Birra (in polacco: Polska Partia Przyjaciół Piwa, abbreviato PPPP) è stato un partito polacco di ispirazione satirica e liberale fondato nel 1990 dall'attore satirico Janusz Rewiński. In origine, l'obiettivo del partito era quello di promuovere la cultura della birra, da bere nei pub in stile inglese, invece della vodka e combattere così l'alcolismo.
Il nome curioso di questo partito, creato durante la grande trasformazione politica della Polonia dopo la caduta del comunismo, portò molti cittadini polacchi a votarlo alle prime elezioni libere del 1991. All'epoca infatti gli elettori polacchi, delusi e pessimisti, avrebbero voluto cambiare, ma senza sapere esattamente cosa: molti sostenitori del PPPP promisero allora che con il loro partito al governo la situazione politica "non sarebbe certo divenuta migliore, ma di sicuro più divertente". Il PPPP ottenne così 16 seggi alla camera bassa del Parlamento polacco (Sejm) ed entrò persino nel governo con un proprio ministro; dopo un paio d'anni però, le divisioni interne e il nuovo clima politico nazionale decretarono lo scioglimento del partito, il quale diede comunque lo spunto per fondare analoghi "partiti di amanti della birra" nei paesi dell'Europa orientale.

## Storia

### Fondazione
Già nelle ultime elezioni parlamentari in Germania Est del 1990 era stata presentata nel collegio elettorale di Rostock la lista elettorale dell'Unione dei bevitori di birra tedeschi (Deutsche Biertrinker Union), che aveva ottenuto solo 2.534 voti e nessun eletto, oltre ad una manciata di voti in altre cinque elezioni locali negli stati federali tedeschi.
L'idea di creare un analogo movimento politico satirico in Polonia nacque tra la fine degli anni 1980 e il 1990, e coinvolse i protagonisti della commedia televisiva Skauci Piwni (Scout della birra), in cui un gruppo di attori vestiti da scout se ne andava in giro per il paese a combinare scherzi, sempre accompagnati da una buona scorta di birra. Sull'onda della popolarità del programma, fu creata un'associazione supportata dalla rivista maschile Pan diretta da Andrzej Kołodziejski, che nell'autunno 1990 annunciò la costituzione del partito della birra: venne allegato alla rivista un talloncino d'iscrizione da compilare e spedire alla redazione. Sorprendentemente arrivarono circa 5.000 tessere, cosicché si decise di passare dallo scherzo ai fatti: il partito politico venne così registrato ufficialmente il 28 dicembre 1990. Il programma politico venne redatto sul modello dell'Alternativa Arancione e di altri movimenti pseudo-politici dell'epoca, ma con espliciti riferimenti a tematiche legate alla birra, tra cui l'introduzione di tasse alte sui superalcolici, la semplificazione della procedura per aprire piccoli birrifici e l'ampliamento delle superfici coltivate a luppolo e varietà di orzo da birra. Non vennero tralasciati anche i temi ambientalistici, tra cui la lotta all'inquinamento delle acque, perché "non è possibile produrre una buona birra, senza acqua pulita".

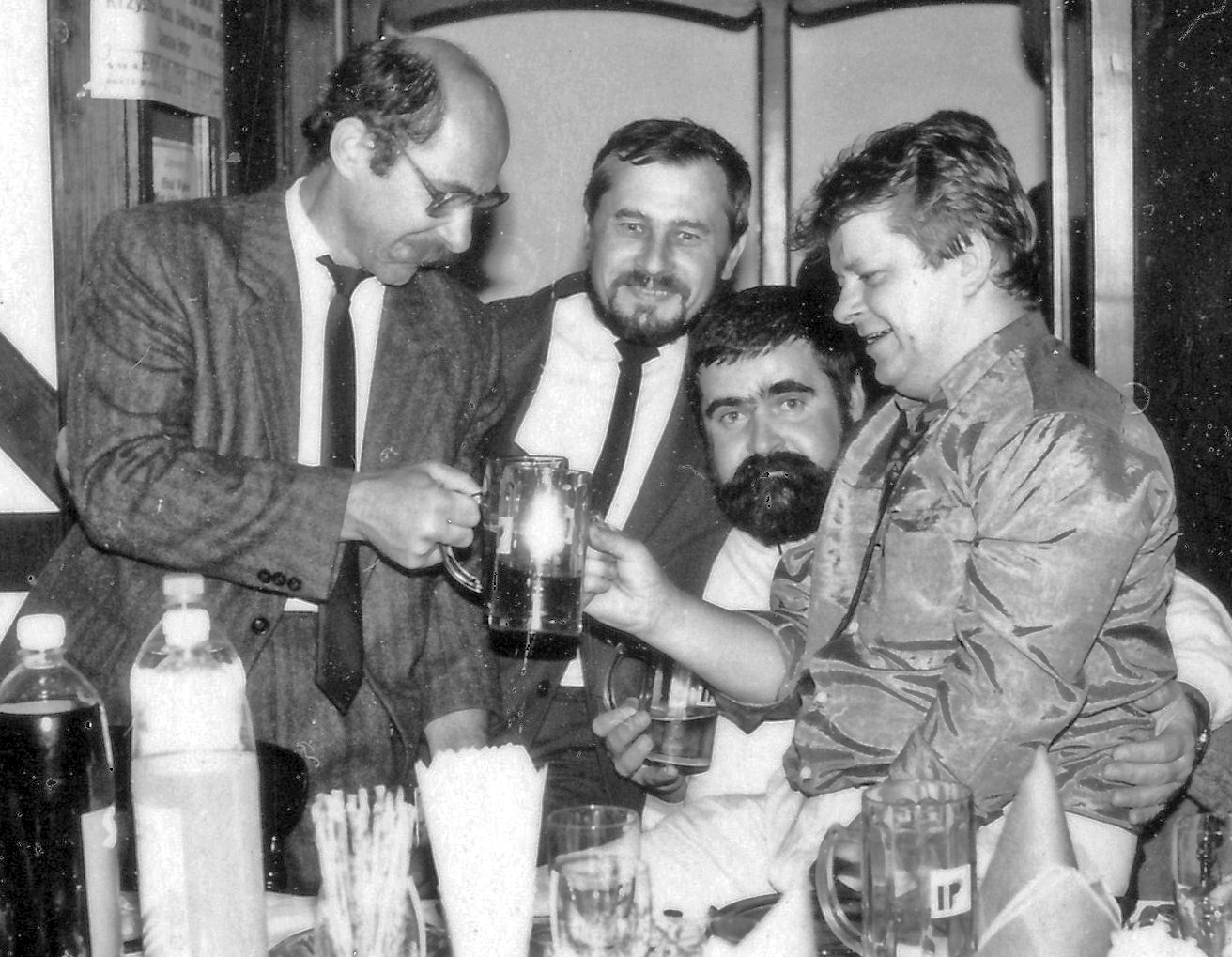
Leszek Bubel (primo da destra) e Janusz Rewiński (secondo da destra) durante una riunione del consiglio direttivo del PPPP.

Nell'aprile 1991, nella sala dei congressi del Palazzo della Cultura e della Scienza di Varsavia si tenne il primo congresso di fondazione del PPPP, che elesse come presidente Rewiński, il quale scherzò dicendo di essere stato il secondo presidente eletto dopo Lech Wałęsa e intonò l'inno del partito, che venne poi stampato su una serie di bottiglie di birra vendute durante la campagna elettorale:
Nonostante fosse stato fondato per scherzo, con il passare del tempo il partito polacco crebbe e i suoi membri svilupparono un programma serio, pur mantenendo il nome satirico. Inoltre, l'idea di organizzare dibattiti politici in locali pubblici in cui servivano birra di qualità divenne un simbolo della ritrovata libertà di associazione ed espressione, tolleranza intellettuale, oltre alla prospettiva futura di un livello di vita più elevato. Il suo nome goliardico probabilmente aiutò il partito a ottenere voti da una popolazione politicamente disincantata alle elezioni parlamentari del 1991, in cui una legge elettorale folle (secondo la legge dell'epoca erano necessarie solo 15 firme per registrare un partito politico) permise di presentare a livello nazionale oltre 65 liste elettorali, tra cui cinque che si contendevano il nome di Solidarność (Solidarietà), sei liste cristiano-democratiche e molti partiti individualistici dai nomi folkoristici, quali il Partito degli Amanti del Whisky, il Partito Erotico o il Partito dei Proprietari di Videocassette.
(Dal programma elettorale del PPPP)
Sostenuto da noti giornalisti, che procurarono una visibilità costante sui media, nacquero come funghi in tutta la Polonia le sezioni del partito, chiamate "banconi della birra" (ławami piwnymi), in cui era possibile associarsi versando una quota d'iscrizione di 65 złoty.

### Il successo alle elezioni parlamentari del 1991

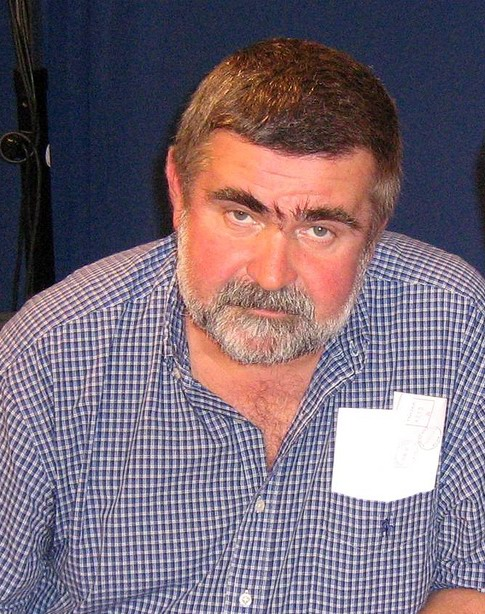
Janusz Rewiński, leader del PPPP

Nelle elezioni parlamentari del 1991 il PPPP si presentò con il contrassegno di lista numero 63 e fu votato da 367.106 elettori, pari al 3,27% a livello nazionale, divenendo così il 10° partito più votato nel paese, con 16 seggi nel Sejm. La sorprendente vittoria degli amici della birra attirò immediatamente l'attenzione dell'opinione pubblica, oltre che dei giornalisti anche a livello internazionale. Janusz Rewiński ammise di non sapere chi stava presentando al Sejm, perché non conosceva affatto i candidati del suo partito, i quali erano stati scelti dal vicedirettore della rivista Pan Adam Halber.
In breve tempo, il partito si divise nelle due fazioni della Birra Grande (Duże Piwo) e della Birra Piccola (Małe Piwo), nonostante le affermazioni di Rewiński secondo cui "la birra non è né chiara né scura, ma semplicemente buona".
La fazione della Birra Grande (composta da Tomasz Bańkowski, Tomasz Brach, Leszek Bubel, Sławomir Chabiński, Andrzej Czernecki, Jerzy Dziewulski, Zbigniew Eysmont, Tomasz Holc, Marek Kłoczko, Janusz Rewiński, Cezary Urbaniak, Jan Zylber e Andrzej Zakrzewski) assunse il nome più serio di Programma Liberale Polacco (Polski Program Gospodarczy), associandosi poi all'Unione Democratica (UD).
La fazione della Birra Piccola (composta dai parlamentari Adam Halber, Krzysztof Ibisz e Adam Piechowicz) entrò a far parte del gruppo parlamentare indipendente e poi (dopo che Adam Halber lasciò per l'Alleanza Democratica di Sinistra) in quello del Partito dei Pensionati della "Speranza", unendosi così al Congresso Democratico Liberale all'interno della coalizione di partiti del mercato liberale, che sostennero la candidatura di Hanna Suchocka come primo ministro.
Zbigniew Eysmont venne nominato, dall'11 luglio 1992 al 26 ottobre 1993, quale Ministro senza portafoglio con delega alla promozione delle imprenditorialità nell'esecutivo del primo ministro Hanna Suchocka.
Il 28 maggio 1993 il presidente Walesa sciolse il Parlamento, annunciando le elezioni anticipate.

### Dissoluzione

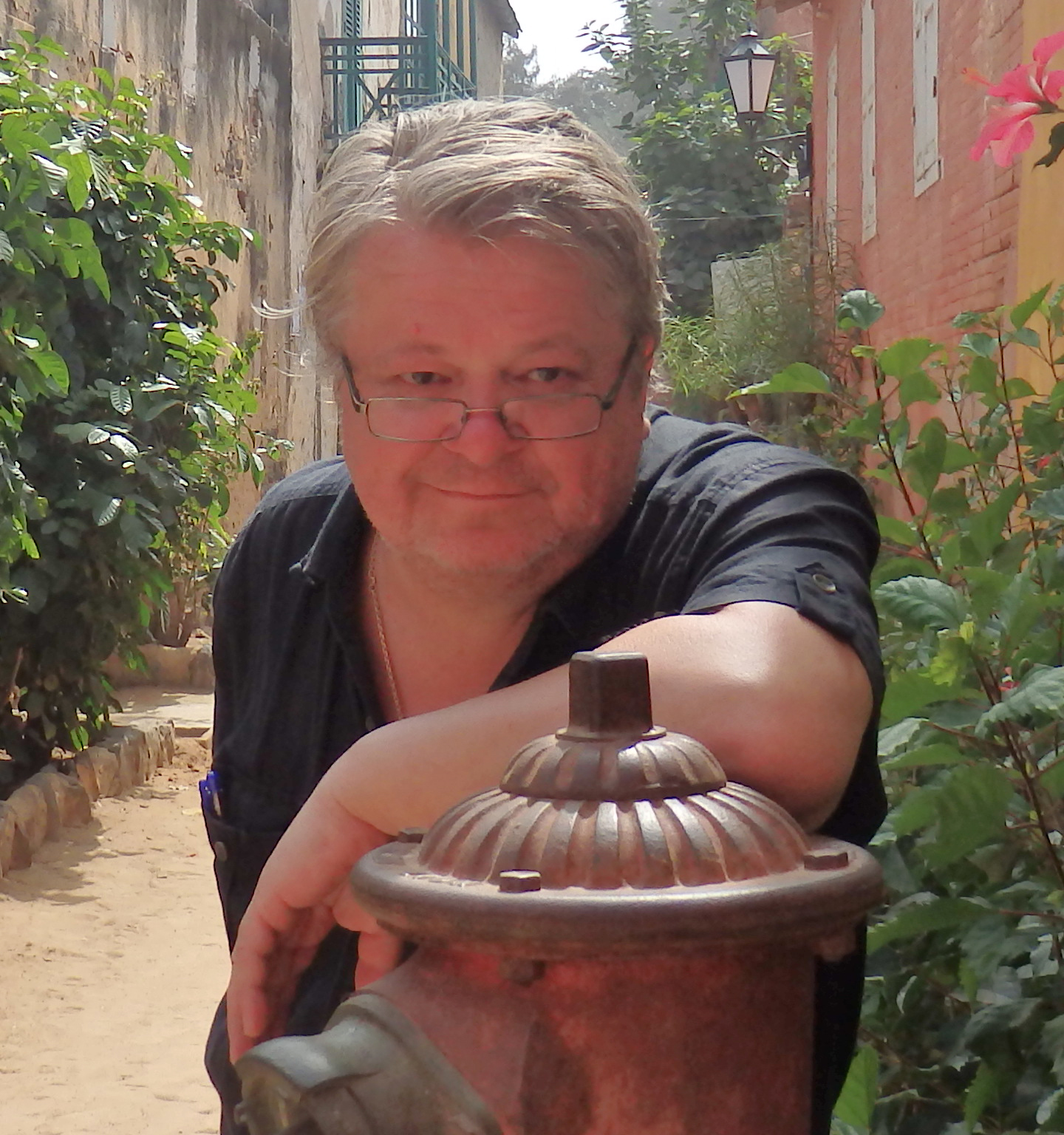
Leszek Bubel

Nel 1992 Leszek Bubel divenne il presidente del PPPP, che si presentò alle elezioni parlamentari del 1993, candidando anche famosi personaggi sportivi, come Kazimierz Górski, Andrzej Supron e Władysław Komar, e collaborando anche con il sindacato dell'Autodifesa della Repubblica Polacca (Samoobrona Rzeczpospolitej Polskiej). Il partito ottenne solo 14.382 voti, pari allo 0,1%, e nessun seggio. La ragione principale di un risultato elettorale così deludente fu che molti ex membri del PPPP si candidarono in altre liste elettorali (principalmente nel Congresso Liberal-Democratico, KLD), il che si sommò al nuovo clima politico che portò i primi tre partiti nazionali ad ottenere l'82% dei consensi, non lasciando così più spazio ai movimenti di protesta. Inoltre, gli attivisti politicamente inesperti, nonostante i voti elevati (6-8%) nei sondaggi, non furono in grado di raccogliere le firme nella metà dei collegi elettorali richiesti. In ogni caso, la legge elettorale modificata aveva introdotto anche una soglia di sbarramento del 5%.
Dopo la deludente sconfitta, il PPPP cessò in pratica ogni attività politica, e non venne neppure presentato alle successive elezioni parlamentari del 1997. Janusz Rewiński ritornò così a far divertire il pubblico nei suoi spettacoli di cabaret, mentre Leszek Bubel continuò l'attività politica in altri partiti minori di estrema destra con scarsi risultati (si candidò alle elezioni presidenziali nel 1995 e 2005) e grandi polemiche (venne accusato di diffondere idee razziste ed antisemite).
Nel 2007, gli attivisti ancora vicini a Leszek Bubel tentarono di registrare nuovamente il PPPP per partecipare alle elezioni parlamentari in Polonia del 2007, ma senza successo.

## Retaggio

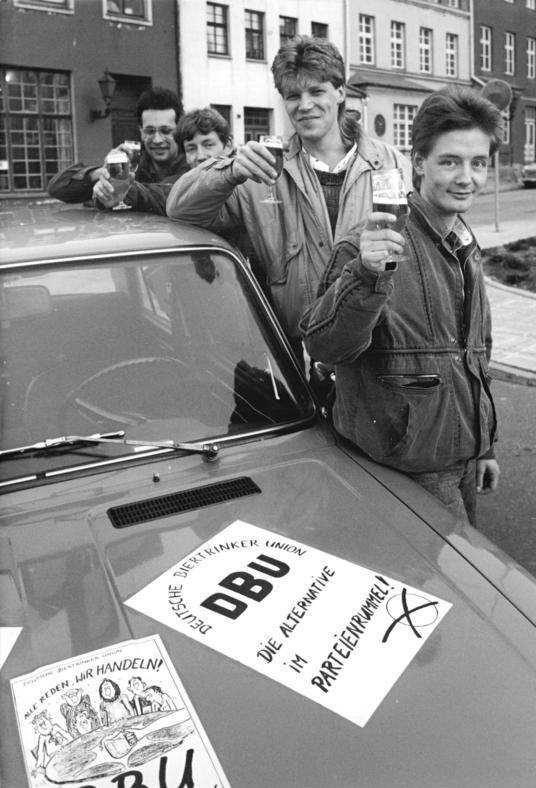
Candidati della Deutsche Biertrinker Union nel marzo 1990 a Rostock (DDR)

In seguito al successo del Partito Polacco degli Amici della Birra nelle elezioni del 1991, vennero fondati analoghi partiti in altri paesi dell'Europa orientale, nessuno dei quali ottenne però risultati significativi:
- Partito degli amanti della Birra (Партия любителей пива, ПЛП), in Bielorussia;
- Partito degli amanti della birra (in russo Партия любителей пива?, Partija lubitelej piva), in Russia; nella seconda tornata delle elezioni della Duma di Stato del dicembre 1995 ottenne 428.727 voti (0,62%), ben sotto la soglia di sbarramento del 5%;
- Partito Ucraino degli Adoratori della Birra (Українська партія шанувальників пива, УПШП; Ukrayinsʹka partiya shanuvalʹnykiv pyva) in Ucraina; alle Elezioni parlamentari in Ucraina del 1994 ottenne appena 1.806 voti (0,0067%);
- Partito degli amici della Birra (Strana přátel piva) in Cecoslovacchia; dopo aver partecipato alle elezioni cecoslovacche nel 1990 e 1992, ottenne il miglior risultato nelle elezioni legislative ceche del 1992 con 83.959 voti (1,30%).

Nel 1997 venne fondato a Bruxelles il Club della birra del Parlamento europeo, un forum di discussione in materia di birrificazione a cui sono iscritti più di 100 europarlamentari. Si deve invece al deputato leghista Giacomo Stucchi la fondazione nel 2009 del Club dei parlamentari amici della birra.
Nelle elezioni federali in Australia del 2001 e 2004 venne presentato il Partito per le minori accise su carburante e birra (Lower Excise Fuel and Beer Party), il cui miglior risultato furono i 23.767 voti (0,20%) per il Senato federale nel 2001.
Nelle elezioni parlamentari in Norvegia del 2005 il Partito Unito della Birra (Pilsens Samlingsparti, PsP) ottenne 65 voti (0,0025%) nell'unico collegio elettorale di Vest-Agder in cui si presentò.
Nel 2015 il cantante Marco Pogo ha fondato il Partito della Birra Austriaco (BierPartei Österreich), che ottenne poco meno di 5.000 voti (0,10%) alle elezioni parlamentari in Austria del 2019 e l'1,8% alle elezioni statali a Vienna del 2020. Alle elezioni presidenziali in Austria del 2022 Marco Pogo è stato il terzo candidato più votato con 307.449 voti (8,31%).

## Risultati elettorali
| Elezione          | Elezione | Voti    | %    | Seggi    |
| ----------------- | -------- | ------- | ---- | -------- |
| Parlamentari 1991 | Sejm     | 367.106 | 3,27 | 16 / 460 |
| Parlamentari 1993 | Sejm     | 14.382  | 0,10 | 0 / 460  |